# Catolechia
Catolechia is een monotypisch geslacht van korstmossen dat behoort tot de orde Rhizocarpales van de ascomyceten. Het bevat alleen Catolechia wahlenbergii.